# Pseudoselago prolixa
Pseudoselago prolixa är en flenörtsväxtart som beskrevs av O.M. Hilliard. Pseudoselago prolixa ingår i släktet Pseudoselago och familjen flenörtsväxter. Inga underarter finns listade i Catalogue of Life.